# Wolf Friedrich
Wolfgang („Wolf“) Friedrich (* 3. Dezember 1908 in Schneeberg (Erzgebirge); † 5. Dezember 1952 in Berlin) war ein deutscher Journalist und nationalsozialistischer Studentenfunktionär. Er leitete bis 1936 das Seminar für politische Bildung an der Universität Leipzig.

## Leben
Er war der Sohn des Studiendirektors und Professors Felix Friedrich und dessen Ehefrau Elisabeth geborene Beyer und wuchs im sächsischen Erzgebirge auf. In der Bergstadt Schneeberg besuchte er die Seminarvorschule und das Gymnasium und wechselte dann an das Gymnasium in der Bezirksstadt Zwickau. Im Anschluss studierte Wolf Friedrich Germanistik und Geschichte an den Universitäten München, Wien, Köln, Berlin und Leipzig. Er promovierte am 15. August 1934 zum Dr. phil. Das Thema seiner Dissertation lautete Der lateinische Hintergrund zu Maerlants „Disputacie“.
Friedrich trat zum 1. März 1932 der NSDAP bei (Mitgliedsnummer 1.007.298). Er wurde auch Mitglied des Nationalsozialistischen Deutschen Studentenbundes und der Deutschen Studentenschaft, wo er zum Hochschulgruppenführer des NSDStB in Leipzig und zum Kreisführer für Mittel- und Norddeutschland (Kreis IV) ernannt wurde. In diesem Zusammenhang wurde ihm die Leitung des Seminars für politische Bildung an der Universität Leipzig übertragen. Als solcher bot er zum Beispiel 1935 die Vorlesung Nationalsozialistische Weltanschauung und Rassenfrage an. Außerdem wurde Wolf Friedrich als Mitglied in den Senat der Universität Leipzig aufgenommen. 
Daneben war Wolf Friedrich aktives Mitglied der SA und wurde zum Obersturmbannführer befördert.
In einem längeren Prozess, in dem sich der Gauamtsleiter des Rassenpolitischen Amts der NSDAP in Sachsen, Hermann Vellguth, und der seit 1933 als „wissenschaftlicher Hilfsarbeiter“ an der Universität Leipzig mit der Leitung der politischen Bildung an der Universität befasste Werner Studentkowski gegen Wolf Friedrich aussprachen und ihm die Teilnahme an einem Rasselehrgang verordneten, den er nicht bestand, wurde Letzterer 1936 als Leiter des Seminars durch Wilhelm Matthias abgelöst.
Friedrich lebte seit 1936 in Berlin, wo er als Journalist für verschiedene Zeitungen arbeitete. Während des Krieges diente er als Dolmetscher in einem Infanterieregiment. Er wurde Ende 1943 schwer verwundet und verbrachte die Jahre 1945 bis 1948 in Kriegsgefangenschaft. In seinem Entnazifizierungsverfahren wurde er 1949 als „Mitläufer“ eingestuft. 1950 bis 1952 war Friedrich Schriftleiter des Berliner Ärzteblattes.